# (36594) 2000 QS133
2000 QS133 (asteroide 36594) é um asteroide da cintura principal. Possui uma excentricidade de 0.12124110 e uma inclinação de 5.85153º.
Este asteroide foi descoberto no dia 26 de agosto de 2000 por LINEAR em Socorro.